# Christopher C. Miller
Christopher C. Miller, född 15 oktober 1965 i Platteville i Grant County, Wisconsin, är en amerikansk ämbetsman som mellan den 9 november 2020 och 20 januari 2021 var USA:s tillförordnade försvarsminister (engelska: Acting Secretary of Defense) i president Donald Trumps kabinett. Han efterträdde Mark Esper på posten.